# St. Cloud
St. Cloud (Saint Cloud) je město na řece Mississippi v americkém státě Minnesota v Stearns County, jehož je správním střediskem. V roce 2015 zde žilo 67 109 obyvatel, což z něj činilo desáté největší město v Minnesotě a největší město regionu Centrální Minnesota. Jeho jméno bylo převzato od stejnojmenného města Saint-Cloud ve Francii, pojmenovaného po francouzském mnichovi ze 6. století Clodoaldovi.
Město leží 105 km severně od dvojměstí Minneapolis–Saint Paul podél dálnic Interstate 94, U.S. Highway 10 a Minnesota State Highway 23.

## V kultuře
V televizním seriálu Jak jsem poznal vaši matku se v St. Cloud narodil a vyrostl Marshall Eriksen, jedna z hlavních  postav seriálu. Ve městě se odehrává mnoho scén popisujících jeho dětství, nebo jeho pozdější návštěvy rodičů, přestože se tam nenatáčelo. V St. Cloud se narodil Craig Thomas, jeden ze scenáristů seriálu.